# 과천여객
과천여객(果川旅客)은 경기도 과천시의 시내버스 회사이고, 계열사로는 인근 안양시의 마을버스 회사인 호계운수와 과천시 소속 마을버스 업체 과천운수가 있다.

## 연혁
- 2016년 1월 8일: 회사 설립
- 2016년 3월 7일: 계열사인 과천운수 소속 6번이 마을버스에서 도시형버스로 승격과 함께 인계받아 운행개시하였다.
- 2018년 4월 27일: 따복버스 8번과 8-1번이 신설되었다.
- 2021년 11월 15일: 7번이 신설되었다.
- 2023년 6월 21일: 7번과 8, 8-1번이 광창차고지로 종점을 이전하였다.

## 현황
2021년 1월 기준이다.
| 운행업체 | 보유 노선수 | 보유 노선수 | 보유 노선수 | 보유 노선수 | 보유 노선수 | 등록 대수 | 등록 대수 | 등록 대수 | 등록 대수 | 등록 대수 |
| -------- | ----------- | ----------- | ----------- | ----------- | ----------- | --------- | --------- | --------- | --------- | --------- |
| 운행업체 | 노선 합계   | 광역급행    | 직행좌석    | 일반좌석    | 시내일반    | 대수 합계 | 광역급행  | 직행좌석  | 일반좌석  | 시내일반  |
| 과천여객 | 4           | -           | -           | -           | 4           | 11        | -         | -         | -         | 11        |

## 운행 노선

### 도시형버스
- ● 6번: 과천린파밀리에 ↔ 선바위역 ↔ 추사박물관 ↔ 양재화물터미널 ↔ 일동제약사거리 ↔ 양재역 (이 노선은 2016년 3월 7일 과천운수로부터 양도 받은 노선이다.)
- ● 7번: 선바위역 ↔ 과천중학교 ↔ 정부과천청사역 ↔  경기과천교육도서관 ↔ 과천역 ↔ 문원초등학교 ↔ 과천푸르지오오르투스 ↔ 과천갈현초등학교 ↔ 과천제이드자이

### 따복버스
- ● 8번: 광창마을 - 삼부골 - 광창마을 - 선바위역 - 뒷골 - 과천성당 - 과천중학교 - 과천시청 - 과천중앙공원 - 경기과천교육도서관 - 화훼단지 - 경마공원역 - 광창마을 - 삼부골(종점) (2018년 4월 27일 신설, 평일에만 운행)
- ● 8-1번: 광창마을 - 삼부골 - 광창마을 - 선바위역 - 뒷골 - 과천성당  ↔  10단지  ↔ 경기과천교육도서관 ↔ KT과천지사  ↔ 과천시청

## 보유 차량
- 자일대우버스 - 자일대우 레스타
- 현대자동차 - 그린시티
- 하이거 버스 - 하이거 하이퍼스 1609 EV
- 본럭 버스 - BLK 일레누스